# Pankracjum nadmorskie

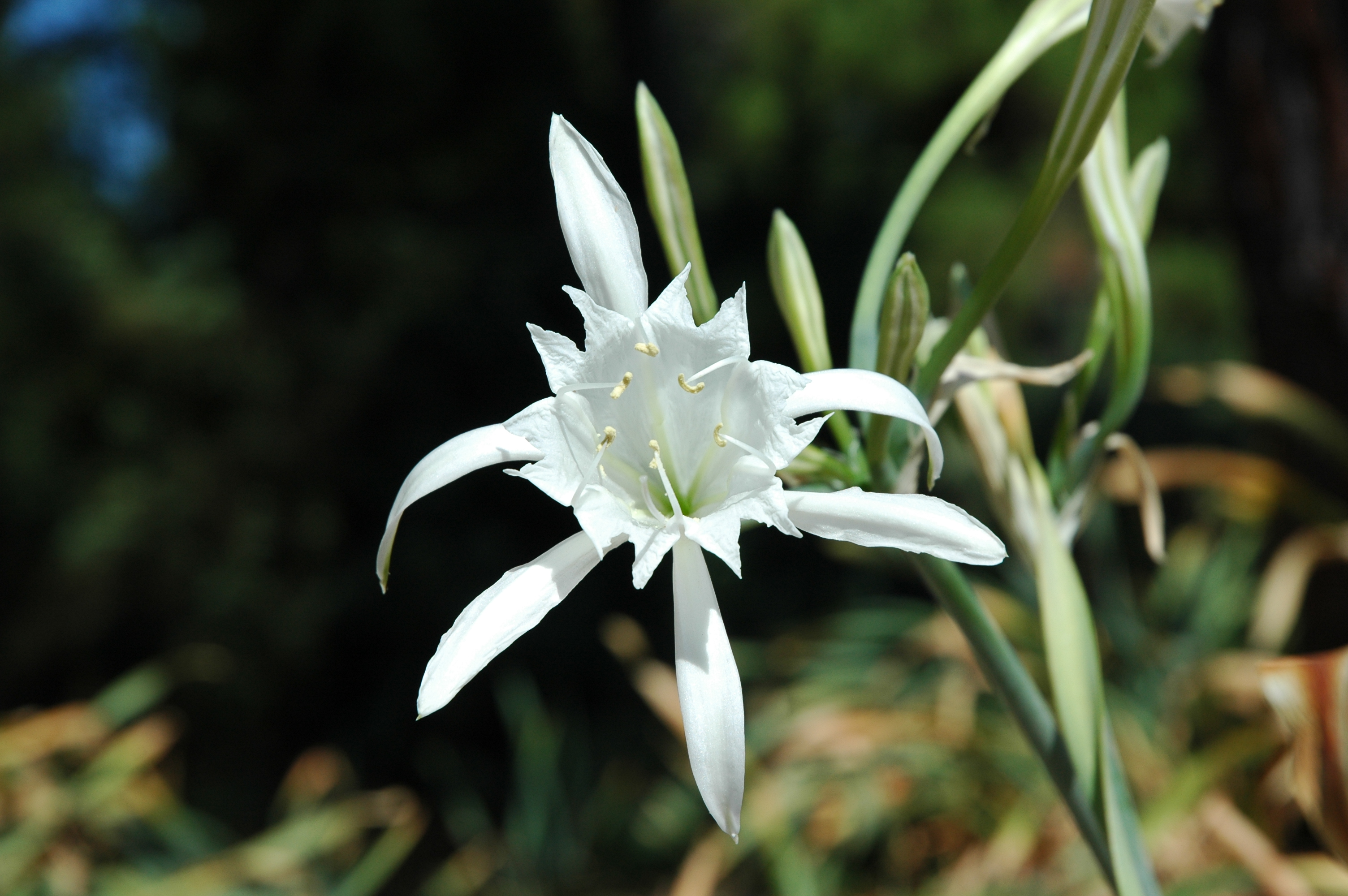

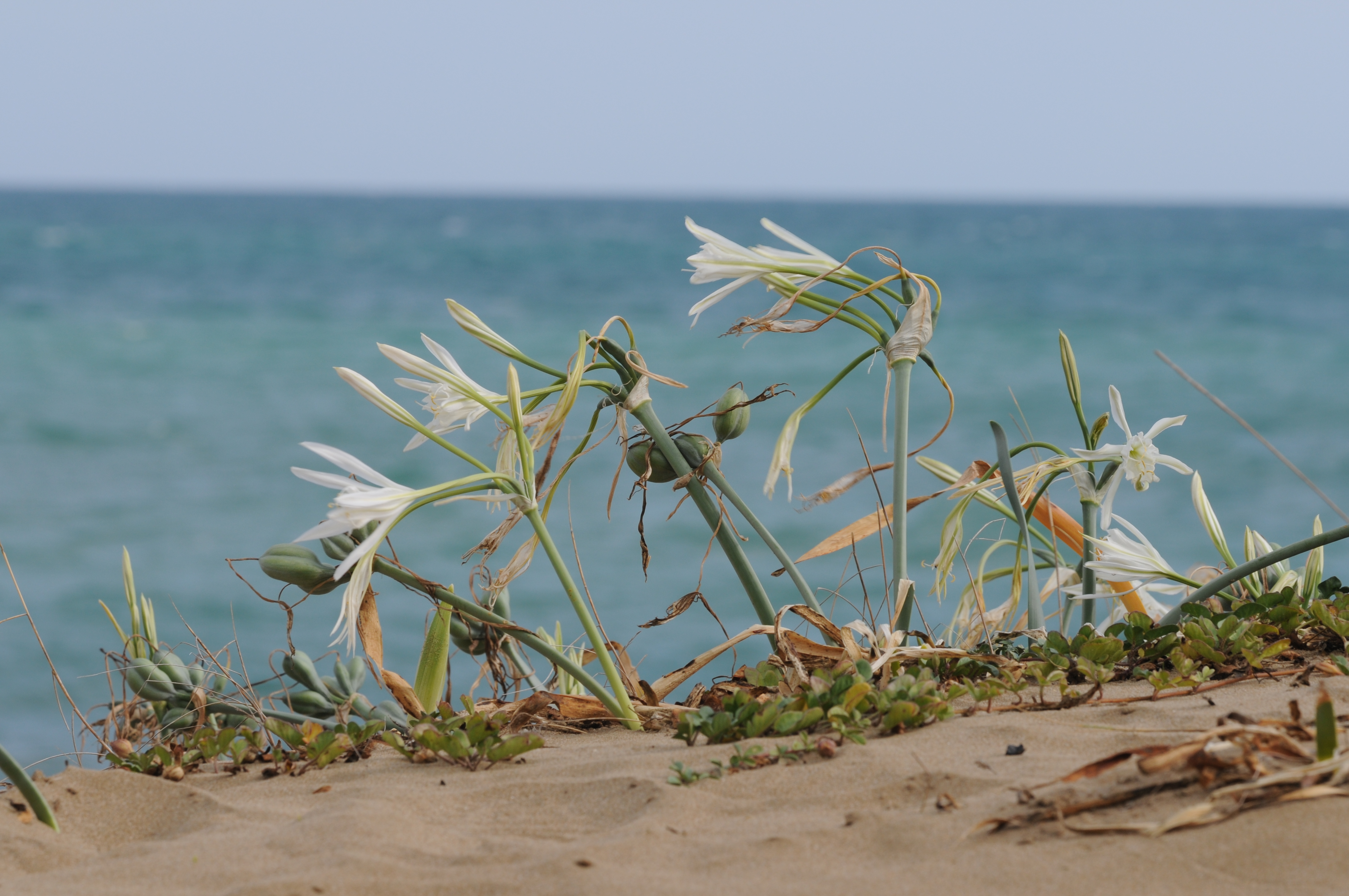

Pankracjum nadmorskie (Pancratium maritimum L.) – gatunek rośliny z rodziny amarylkowatych. Obecnie na stanowiskach naturalnych występuje w obszarze śródziemnomorskim, w Tanzanii, na Azorach, Wielkich Antylach i w Ameryce Północnej. W Izraelu jest rzadki i podlega prawnej ochronie, w niektórych jednak regionach, np. na wyspie Kreta jest dość częsty. W krajach o ciepłym klimacie jest uprawiany jako ogrodowa roślina ozdobna (strefy mrozoodporności 8-11).

## Morfologia
PokrójNa głębokości około 5–7 cm w podłożu posiada dużą bulwę, z której wyrastają liście odziomkowe i duża, bezlistna łodyga zwieńczona dużymi kwiatami. Wysokość kwitnącej rośliny dochodzi do 45 cm.
LiścieSzydlaste, o długości do 50 cm i szerokości 2 cm, często skręcone w spiralę.
KwiatyW liczbie 3–15, zebrane są w baldach. Kwiaty mają długość do 15 cm, średnicę 6–8 cm. Korona kwiatu składa się z długiej lejkowatej rurki  o średnicy poniżej 1 cm, 6 długich płatków i przykoronka o 12 zębach. Wewnątrz korony jest 6 pręcików i 1 słupek. Przykoronek powstał ze zrośniętych nitek pręcików, stąd też pylniki wyrastają z przykoronka. Kwiaty są czysto białe z cienkimi, zielonawymi liniami. Wydzielają silny i słodki zapach.
OwocTorebka o długości ok. 6 cm, otwierająca się trzema szczelinami. Zawiera 10–40 czarnych nasion o nieregularnym kształcie, przypominających kawałki węgla drzewnego. Są gąbczaste i lekkie.

## Biologia i ekologia
Bylina, geofit. Rośnie głównie na podłożu piaszczystym, na plażach, wydmach, zwykle w pobliżu morza. Jest bardzo wytrzymała na skrajne nawet warunki; długotrwały brak wody, bezpośrednie działanie słońca, silne wiatry. Zwilżana jest wodą morską niesioną przez wiatr.
Kwitnie w miesiącach sierpień-wrzesień. Liście pojawiają się po przekwitnięciu kwiatów, w okresie kwitnienia zwykle natomiast występują zeschłe liście zeszłoroczne. Kwiaty zapylane są przez owady. Budowa kwiatów wyklucza samozapylenie, nawet wtedy, gdy kwiaty są zamknięte. Dodatkowym zabezpieczeniem przed samozapyleniem jest samopłonność. Ze względu na budowę kwiatów nie wszystkie owady mogą dokonać zapylenia: np. pszczoły, mimo że odwiedzają kwiaty, nie dokonują ich zapylenia. Głównymi zapylaczami są motyle: Hippotion alecto cretica, Hippotion celerio, zmrocznik oleandrowiec, Agrius lineata, Agrius convolvuli, Deilephila euphorbiae, Celerio lineata. Kwiaty zakwitające późnym latem, gdy nie ma już motyli, nie zostają zapylone i nie wytwarzają nasion. Nasiona roznoszone są przez wiatr i wodę (unoszą się na powierzchni wody).

## Udział w kulturze
- Przez znawców roślin biblijnych pankracjum nadmorskie jest uznawane za roślinę wymienioną w niektórych miejscach Biblii jako lilie polne[5].
- Jest motywem występującym w herbie izraelskiego miasta Netanja.
- Obraz tej rośliny znaleźli archeolodzy na ścianie pałacu w Knossos[6].